# تخفيضات وحسوم
التخفيضات والحسوم هي إنقاص السعر الأساسي للسلع أو الخدمات.
يمكن أن تجري في أي مكان في سلسلة التوزيع، ما يؤدي إلى تعديل قائمة أسعار الشركة المصنعة (التي تحددها الشركة المصنعة وغالبًا ما تكون مطبوعة على العبوة)، أو سعر التجزئة (الذي يحدده بائع التجزئة وغالبًا ما يُرفق بالمنتج بملصق)، أو قائمة السعر (الذي يُعرض على المشتري المحتمل، عادةً في شكل مكتوب).
للحسم أغراض عديدة مثل زيادة المبيعات قصيرة الأجل، أو نقل المخزون القديم، أو مكافأة الزبائن ذوي القيمة، أو تشجيع أعضاء قناة التوزيع على أداء وظيفة ما، أو مكافأة السلوكيات التي تفيد جهة إصدار الحسم. بعض التخفيضات والحسوم هي أشكال من ترويج المبيعات. والعديد منها هي أساليب التمييز السعري التي تسمح للبائع بالحصول على بعض من فائض المستهلك.